# Franz Petrak
Franz Petrak, född 9 oktober 1886 i Mährisch-Weißkirchen, död 1973 i Wien, var en Österrikisk-tjeckisk mykolog.
Mellan 1906 och 1910 studerade Petrak botanik vid Wiens universitet där han var en student under Richard Wettstein. 1913 avlade han doktorsexamen och till 1916 arbetade han som gymnasielärare i Wien. Under första världskriget var han stationerad i Galizien och Albanien där han på sin fritid samlade in olika svampprover . Från 1918 till 1938 arbetade han som privat forskare i sin hemstad, och från 1938 till 1951 arbetade han som forskare på det naturhistoriska museet i Wien. 
Han var författare till knappt 500 publicerade verk, primärt inom området för mykologi . Många av de mykologiska verken publicerades i journalen Annales mycologici och dess efterföljare Sydowia. Enligt uppgift ska hans privata herbarium ha innehållit 100,000 prover .
Som taxonom beskrev Petrak ett stort antal arter inom tistelsläktet . De mykologiska släkterna Petrakiella, Petrakiopeltis och Petrakina namnges också i hans ära.
Auktorsnamnet Petr. kan användas för Franz Petrak i samband med ett vetenskapligt namn inom botaniken; se Wikipediaartiklar som länkar till auktorsnamnet.

## Utvalda arbeten
- Die nordamerikanischen Arten der Gattung Cirsium, 1917.
- Die Gattungen der Pyrenomyzeten, Sphaeropsideen und Melanconiee, 1926.
- Die phaeosporen Shaeropsideen und die Gattung Macrophoma, 1926.
- "Index of fungi. Petrak's lists, 1920-1939". Ackumulerat index från Commonwealth  Mycological Institute (Storbritannien), 1956.
- "Index of fungi : list of new species and varieties of fungi, new combinations and new names published 1920-1939", 1957.
- "Index of fungi: a supplement to Petrak's lists, 1920-1939". Av Commonwealth Mycological Institute (Storbritannien), 1969 [11].